# 1983年の自転車競技
1983年の自転車競技（1983ねんのじてんしゃきょうぎ）では1983年の自転車競技についてまとめる。

## 主なできごと
- 中野浩一、スイス・チューリッヒで行われた世界選手権・プロスクラッチ決勝において、ヤーヴェ・カールを2-0で下し、同大会同種目7連覇を達成。ジェフ・シェーレンと並んでいた連覇記録を更新した。
- ジュニア世界選手権自転車競技大会・男子スクラッチ（現 男子スプリント）で、清家孝志（当時 松山聖陵高等学校）が日本人選手として同大会初の優勝を果たした。
- 故障のため欠場したベルナール・イノーの代役としてツール・ド・フランスに出場したローラン・フィニョンが、同レース初出場で総合優勝を果たす。
- ウース・フローラー、世界選手権プロポイントレースで3連覇を達成し、プロケイリンでも優勝。
- 中野浩一が史上最多となる6度目の賞金王の座に就いた。
- 競輪の新番組制度、競輪プログラム改革構想(通称:KPK)が4月より実施され、選手のクラス分けは、スター級（S級）を最上位とする、3層9班制となる。また、デビュー後4ヶ月間は同期同士での対戦に限定して行われる新人リーグ（B級扱い）が、日本競輪学校第51期生から導入された。

## 主な成績

### ロードレース
- ブエルタ・ア・エスパーニャ：4月19日〜5月8日
  - 総合優勝：ベルナール・イノー（ フランス、ルノー・ジタヌ） 94時間28分26秒
  - ポイント賞：マリノ・レハレタ（ スペイン）
  - 山岳賞：ホセ・ルイス・ラギア（ スペイン）
- ジロ・デ・イタリア：5月12日〜6月5日
  - 総合優勝：ジュゼッペ・サロンニ（ イタリア、デル・トンゴ） 100時間45分30秒
  - ポイント賞：ジュゼッペ・サロンニ（ イタリア）
  - 山岳賞：ルシアン・ファン・インプ（ ベルギー）
- ツール・ド・フランス：7月1日〜7月24日
  - 総合優勝：ローラン・フィニョン（ フランス、ルノー・ジタヌ） 105時間7分52秒
  - ポイント賞：ショーン・ケリー（ アイルランド）
  - 山岳賞：ルシアン・ファン・インプ（ ベルギー）
- 世界選手権・プロロードレース：9月4日、 スイス・アルテンライン
  - 優勝：グレッグ・レモン（ アメリカ合衆国） 7時間1分21秒
- ミラノ〜サンレモ：3月19日
  - 優勝：ジュゼッペ・サロンニ（ イタリア）
- ロンド・ファン・フラーンデレン：4月3日
  - 優勝：ヤン・ラース（ オランダ）
- パリ〜ルーベ：4月10日
  - 優勝：ハニー・クイパー（ オランダ）
- リエージュ〜バストーニュ〜リエージュ：4月17日
  - 優勝：スティーヴン・ロークス（ オランダ）
- ジロ・ディ・ロンバルディア：10月15日
  - 優勝：ショーン・ケリー（ アイルランド）
- スーパープレスティージュ
  - 優勝：グレッグ・レモン（ アメリカ合衆国）

### トラックレース

#### 競輪
- 日本選手権競輪：決勝日・3月22日 前橋競輪場
  - 優勝：井上茂徳（佐賀）
- 高松宮杯競輪：決勝日・6月7日 大津びわこ競輪場
  - 優勝：尾崎雅彦（東京）
- オールスター競輪：決勝日・9月27日 いわき平競輪場
  - 優勝：菅田順和（宮城）
- 競輪祭：競輪王戦決勝日・11月23日、新人王戦決勝日・11月21日 小倉競輪場
  - 全日本競輪王戦優勝：中野浩一（福岡）
  - 全日本新人王戦優勝：小磯伸一（福島）
- 賞金王：中野浩一（福岡） - 109,093,600円

### シクロクロス
- 世界選手権自転車競技大会： イギリス・バーミンガム
  - プロ優勝：ローラン・リボトン（ ベルギー）